# AR Кассиопеи
AR Кассиопеи (AR Cassiopeiae, AR Cas) — кратная звёздная система в созвездии Кассиопеи.

## Характеристики
Считается, что AR Кассиопеи семикратная звездная система. Это одна из двух известных звездных систем с множителем 7, другая — Ню Скорпиона. Физически кратных звёзд с большим множителем пока не найдено. Главная звезда системы является звездой спектрального класса B и имеет тип IV (что говорит о том, что она субгигант), а второй компонент системы является затменной переменной типа Алголя. Система также считается визуально двойной звездой.

## Название
Звезда часто упоминается в литературе как IH Cas (или как 1H Cas). Происхождение обозначения IH Cassiopeiae выводится из каталога XVII века и карты созвездия по Гевелию, которые использовались из-за отсутствия обозначений Флемстида или Байера для обозначения звёзд. Поскольку она была первая звезда в созвездии Кассиопеи, то в каталоге Гевелия она стала обозначаться 1 Hev. Cas или 1 H. Cas (по аналогии с обозначениями Гулда), но затем она стала писаться IH Cas из-за ошибки в написании.
В китайской традиции звезду относят к астеризму «Летающая змея» (кит. 螣蛇, пиньинь Téng Shé). Он состоит из ι Андромеды, α Ящерицы, 4 Ящерицы, π2 Лебедя, π1 Лебедя, HD 206267, ε Цефея, β Ящерицы, σ Кассиопеи, ρ Кассиопеи, τ Кассиопеи, AR Кассиопеи, 9 Ящерицы, 3 Андромеды, 7 Андромеды, 8 Андромеды, λ Андромеды, κ Андромеды и ψ Андромеды.

## Компоненты системы
AR Кассиопеи  имеет несколько компаньонов, информация о которых приведена в WDS. Цифры после кода первооткрывателя указывают номер конкретной записи в их каталогах.
| Название | Год  | Позиционный угол | Угловое расстояние | Видимая звёздная величина 2 компонента | Спектральный класс звёзд | Код открывателя |
| AB       | 1851 | 340°             | 1.5                | 9.3                                    | B3IV                     | STT 496         |
| AB       | 1970 | «-»              | 0.9                | 9.3                                    | B3IV                     | STT 496         |
| AC       | 1841 | 269°             | 75.7               | 7.1                                    | B3IV                     | SHJ 355         |
| AE       | 1870 | 115°             | 43.3               | 11.28                                  | B3IV                     | HJ 1888         |
| AE       | 1930 | «-»              | 42.4               | 11.28                                  | B3IV                     | HJ 1888         |
| AF       | 1870 | 338°             | 67.2'              | 11.06                                  | B3IV                     | HJ 1888         |
| AG       | 1914 | 348°             | 67                 | 11.11                                  | B3IV                     | HJ 1888         |
| CD       | 1841 | 227°             | 1.4                | 7.1                                    | A1V                      | DA 2            |
| CD       | 1991 | 215°             | «-»                | 7.1                                    | A1V                      | DA 2            |
| CH       | 1841 | 341°             | 23.4               | 12.9                                   | A1V                      | HJ 1886         |
| CH       | 1880 | 337°             | 26.9               | 12.9                                   | A1V                      | HJ 1886         |
| FG       | 1870 | 74°              | 10.6               | 9.1                                    | «-»                      | HJ 1887         |

Информация об открывателе.
| Код открывателя | Открыватель (англ.) | Открыватель (рус.)    |
| STT 496         | Struve, O.          | Струве, О. В.         |
| SHJ 355         | South & Herschel    | Саут Дж. &Дж. Гершель |
| HJ 1888         | Herschel, J.        | Дж. Гершель           |
| DA 2            | Dawes, W.R.         | Дейвс У. Р.           |

Наверняка не известно, связаны ли они со звездой гравитационно, вполне возможно, что они просто лежат на прямой видимости.